# ایگنازیو کارتا
ایگنازیو کارتا (انگلیسی: Ignazio Carta؛ زادهٔ ۱۸ مهٔ ۱۹۹۱) بازیکن فوتبال اهل ایتالیا است.
از باشگاه‌هایی که در آن بازی کرده‌است می‌توان به باشگاه فوتبال لاتینا اشاره کرد.
وی همچنین در تیم ملی فوتبال زیر ۱۶ سال ایتالیا بازی کرده‌است.